# Skyhill
Skyhill est un jeu vidéo de type rogue-like et survival horror développé par The Mandragora Team et édité par Daedalic Entertainment, sorti en 2015 sur Windows, Mac, Linux, iOS et Android.

## Système de jeu
Ce jeu est en 2D et il est a la 2eme personne.

## Accueil
- Canard PC : 5/10[1]